# Marcella Sedláčková
Marcella Sedláčková, rozená Kašparová (6. března 1926 Praha – 12. dubna 1969 Praha), byla česká divadelní a filmová herečka, dcera herečky a divadelní podnikatelky Anny (Anduly) Sedláčkové.

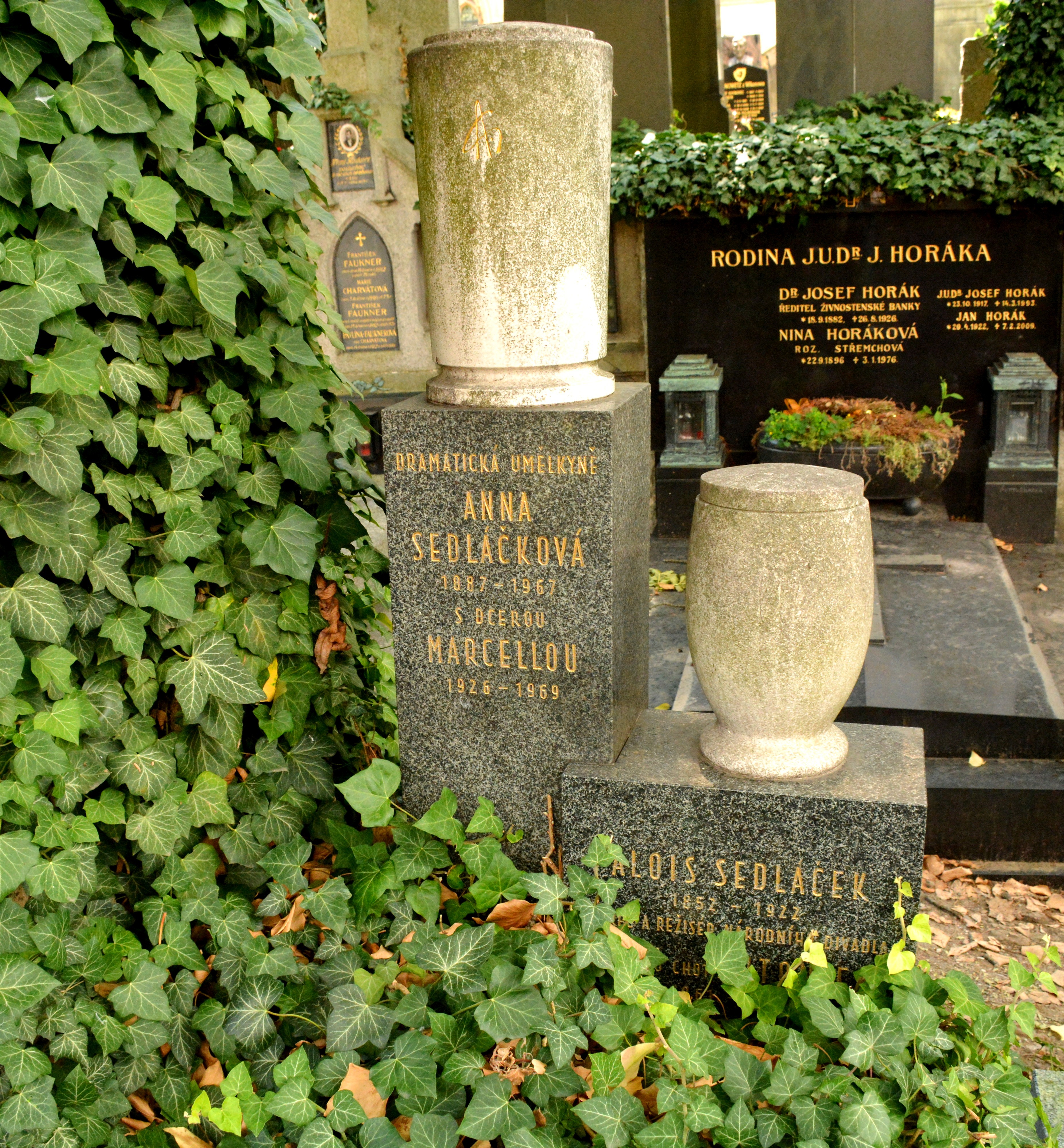
Rodinný hrob na Vyšehradském hřbitově v Praze

## Život

### Rodina
Její matkou byla česká herečka Anna (Andula) Sedláčková. Dcera dostala francouzské jméno. V době jejího narození byla Sedláčková vdaná za advokáta Josefa Kašpara. Otcem Marcelly však byl zřejmě politik a ekonom František Xaver Hodáč, otec herečky Nataši Gollové.

### Divadelní začátky
Debutovala v únoru roku 1939 ve svých třinácti letech v Divadle na Slupi, kde hostovala její matka, a to v roli Ninian ve hře St. Johna Ervina Jeho paní Fraserová.
Od září 1939, kdy Anna Sedláčková otevřela své vlastní divadlo v Mozarteu (Divadlo Anny Sedláčkové), vystupovala zde také Marcella. V první sezóně nastudovala patnáct rolí.

### Citát
Andula Sedláčková se vůbec netajila tím, že divadlo založila především kvůli své dceři Marcelce (a pro ni). Ty dvě se až nezdravě milovaly, jedna bez druhé nemohla žít. Však taky brzo po matčině smrti odešla i dcera...Mamince se však vychovat ze své Marcelky herečku své úrovně nepodařilo. Kromě citlivé povahy po ní nezdědila skoro nic. Ani krásu, ani talent, ani šarm… 
Raoul Schránil

### Za války
V Divadle Anny Sedláčkové zosobnila například postavu Mimi v Čapkově lyrické komedii Loupežník. Uvedení Čapkova Loupežníka a Věci Makropulos v době fašistické perzekuce vedlo k tiskové kampani některých fašisticky orientovaných novin proti divadlu A. Sedláčkové a následnému vyšetřování ze strany protektorátních úřadů. A. Sedláčková byla nakonec donucena stáhnout hry K. Čapka z repertoáru. V říjnu 1941 pak bylo uvádění Čapka na všech protektorátních scénách zakázáno. Na konci května 1942 po vydání výnosu K. H. Franka o vyhlášení civilního výjimečného stavu po atentátu na R. Heydricha musela být divadla v Protektorátu uzavřena (až do 3. července 1942).
Divadlo A. Sedláčkové však zůstalo z rozhodnutí úřadů, kdy ji byla odebrána podnikatelská koncese, i nadále uzavřené. Po řadě měsíců jednání, propuštění režiséra Milana Svobody a výměně většiny souboru, úpravě repertoáru a omluvném dopisu Marcelly Sedláčkové redaktoru kulturní rubriky Pražského listu Vilému Nejedlému, který kampaň na podzim roku 1941 zahájil, byla činnost Divadla Anny Sedláčkové k 1. listopadu 1943 znovu obnovena a Marcella se stala hlavní osobností tohoto divadla.
Divadlo bylo spolu se všemi divadly v Protektorátu uzavřeno znovu 1. září 1944.

### Po válce
Po válce byla Anna i Marcella prošetřovány kvůli svým údajným stykům s kolaboranty a členy Vlajky, vyšetřování bylo později zrušeno.
Začátkem září 1949 byla Marcella na rodinné chatě v Kynžvartu zadržena a odvezena do Prahy. Zde byla zatčena a uvězněna za údajné zapojení do protistátního spiknutí, kdy měla pomáhat třem osobám k ilegálnímu přechodu hranic. Až daleko později se zjistilo, že „Akce Marcela“ byla ve skutečnosti zorganizována Státní bezpečností. V červnu 1950 byla za „spoluvinu na zločinu velezrady“ odsouzena na 12 let vězení. Vězněna byla v Mladé Boleslavi, Lnářích a Pardubicích. Začátkem roku 1953 intervenovali herci a režiséři, mj. Zdeněk Štěpánek, František Kreuzmann, Hana Kvapilová a Anna Suchánková prostřednictvím dopisu prezidentu Zápotockému za propuštění Marcelly.
V září roku 1953 byla propuštěna na amnestii prezidenta Antonína Zápotockého. Tři roky po propuštění podepsala spolupráci se Státní bezpečností (kategorie: tajný spolupracovník, krycí jméno Marcela, osobní svazek/vázací akt č. 530743, verbovka dne 9. dubna 1956, por. Sladký).
Starala se spolu s Ellou Bozděchovou (obdivovatelkou Anny Sedláčkové a pozdější účetní Divadla Anny Sedláčkové) o nemocnou matku, příležitostně konferovala nebo vystupovala v estrádách a dětských představeních. Pracovala také jako metařka v podniku Sady, lesy, zahradnictví a jako květinářka na Smíchově.
V letech 1954–5 si přivydělávala v Československém filmovém studiu, v letech 1955–8 v Pražské estrádě. Později získala angažmá v mimopražských divadlech (od roku 1958 Krajské divadlo pracujících Most; oblastní divadlo Varnsdorf).
Po matčině smrti v listopadu 1967 požádala Marcella o místo v Národním divadle. Od 1. ledna 1968 až do své smrti pak byla členkou činohry Národního divadla v pomocném uměleckém souboru. V Národním divadle vystoupila v letech 1968–9 ve dvou hrách, celkem ve 42 představeních.
Po válce nalezla také příležitostné uplatnění ve filmu a později i v televizi. V letech 1945–1966 vystoupila v menších rolích ve 27 filmech.

### Závěr života
V roce 1968 emigrovala do Švýcarska se svým přítelem, hercem Soběslavem Sejkem. Oba se však vrátili do Československa.
Dne 12. dubna 1969 byla nalezena ve svém pražském bytě otrávená svítiplynem. Smrt byla vyhodnocena jako sebevražda.
Je pochována se svojí matkou na pražském Vyšehradském hřbitově.

## Role, výběr

### Divadelní role, výběr
- 1939 St. John Ervine: Jeho paní Fraserová, Ninian, Divadlo Na Slupi
- 1941 Karel Čapek: Loupežník, Mimi, režie Milan Svoboda, Divadlo Anny Sedláčkové
- 1968 J. K. Tyl: Cesta do Ameriky aneb Lesní panna, stará cikánka, Národní divadlo, režie Vítězslav Vejražka
- 1968 J. K. Tyl: Strakonický dudák, Divuka, Národní divadlo, režie Jaromír Pleskot

### Filmografie, výběr
- 1945 Řeka čaruje, role: host na večírku, režie Václav Krška
- 1946 13. revír, prostitutka, režie Martin Frič
- 1946 Lavina, servírka, režie Miroslav Cikán
- 1954 Byl jednou jeden král, dvorní dáma, režie Bořivoj Zeman
- 1955 Anděl na horách, pracovnice Spofany, režie Bořivoj Zeman
- 1956 Dobrý voják Švejk, lehká holka, režie Karel Steklý
- 1958 Morálka paní Dulské, slečna ve vinárně, režie Jiří Krejčík
- 1959 Slečna od vody, stanařka, režie Bořivoj Zeman
- 1963 Mezi námi zloději, členka komise, režie Vladimír Čech
- 1965 Škola hříšníků, paní, režie Jiří Hanibal
- 1966 Dáma na kolejích, žena na schodech, režie Ladislav Rychman